# Guadalporcún
El Guadalporcún és un riu del sud d'Espanya, un afluent del Guadalete que discorre per Andalusia. És el més important del nord-est de la serra gaditana. Es pot parlar del Guadalporcún amb autoritat a la confluència del riu Trejo i el rierol del Zumacal, al sud de Torre Alháquime, a una altura de 420 msnm. Té una longitud de 43 km i el seu recorregut transcorre sobre materials tous, bàsicament miocens, en els quals l'erosió ha creat esquerdes impressionants com la de Setenil de las Bodegas. En el seu recorregut passa pels municipis d'Alcalá del Valle, Setenil, Torre Alháquime, Olvera i just quan entra a la província de Sevilla rep les aigües del Guadamanil, i desemboquen junts en el Guadalete, a l'oest de la Sierra Vaquera, en el terme de Puerto Serrano a 180 msnm.